# Glyphopsyche irrorata
Glyphopsyche irrorata är en nattsländeart som först beskrevs av Fabricius 1781.  Glyphopsyche irrorata ingår i släktet Glyphopsyche och familjen husmasknattsländor. Inga underarter finns listade i Catalogue of Life.